# Giro d'Italia de 1938
Giro d'Italia de 1938 foi a vigésima sexta edição da prova ciclística Giro d'Italia (Corsa Rosa), realizada entre os dias 7 de maio e 2 de junho de 1938.
A competição foi realizada em 18 etapas com um total de 3.645 km.
O vencedor foi o ciclista Giovanni Valetti. Largaram 94 competidores cruzaram a linha de chegada 50 corredores.